# Tonynuten
Tonynuten är en bergstopp i Antarktis. Den ligger i Östantarktis. Norge gör anspråk på området. Toppen på Tonynuten är 2 287 meter över havet, eller 158 meter över den omgivande terrängen. Bredden vid basen är 1,4 km.
Terrängen runt Tonynuten är platt åt sydost, men åt nordväst är den kuperad. Trakten är obefolkad. Det finns inga samhällen i närheten.